# Lijst van straten in Zeist
Dit is een lijst van straten in de gemeente Zeist en hun oorsprong/betekenis. De straten zijn geplaatst onder respectievelijk Austerlitz, Bosch en Duin, Den Dolder, Huis ter Heide en Zeist.

## Austerlitz
- Amersfoortseweg - weg in de richting van Amersfoort. De huidige Amersfoortseweg werd aangelegd in 1652-1653 en heette toen Berchweg
- Austerlitzseweg - Genoemd naar het dorp waar deze uitkomt, Austerlitz
- Meester Ansinkweg - sociaal bewogen onderwijzer die in Austerlitz werkte (1880-1925). De straat kreeg in 2008 deze naam.[1]
- Barendrechtweg - Maurits Barendrecht (1874-1954) was predikant van de hervormde gemeente te Austerlitz van 1899 tot 1939.
- Dirkje van Barneveldweg - Dirkje van Barneveld-Veenendaal (1882-1989) was zeventig jaar lang, van haar twintigste tot haar negentigste jaar, de baker in Austerlitz. Ruim 1000 Austerlitzsers hielp zij het levenslicht aanschouwen.
- De Beaufortweg - de familie De Beaufort liet de hervormde kerk en pastorie bouwen en was oprichter van een bewaar- en naaischool.
- Dorpsplein - deel van de Schoolweg rondom de dorpspomp. De naam werd in 1972 officieel.
- Gramserweg  - Izaak Johannes Gramser (1816-1891), hoofd van de openbare lagere (eenmans) school te Austerlitz van 1844 tot 1881
- Pater de Leeuwweg - pater Willem Johannes de Leeuw (1898-1975) was tussen 1962 en 1974 de eerste rooms-katholieke pastor in Austerlitz.
- D.J. van Nieuwenhuizenweg - Dirk Jan van Nieuwenhuizen (1873-1941). Van 1913 tot 1939 lid van de gemeenteraad, van 1935 tot 1939 wethouder en na 1930 nog enige jaren lid van de Provinciale Staten van Utrecht. In 1905 initiatiefnemer tot de oprichting van het particuliere ziekenfonds 'Draagt elkanders lasten’. Initiatiefnemer tot oprichting van fanfarekorps 'Erica' en de 'Floraliavereniging'. Op het dorpsplein in Austerlitz staat een herinneringsbank van Van Nieuwenhuizen.
- Oude Postweg - onderdeel van de Oude Postweg van Arnhem naar Amsterdam.
- Parallelweg - loopt parallel aan de Oude Postweg
- Schoolweg - de openbare lagere school in Austerlitz werd op 1 augustus 1844 in gebruik genomen. In 1972 werd de school afgebroken.
- Schooldwarsweg - van de vroegere Vinkenbuurt (nu Gramserweg) langs de school, tot de Weideweg
- Johannes Stoopweg - Johannes Bernardus Stoop (1791-1865) was bankier, grootgrondbezitter en heide-ontginner. Stoop was stichter en bewoner van de buitenplaats Molenbosch en had een groot aandeel in de totstandkoming van de bossen rondom Austerlitz. In 1844 richtte hij in Austerlitz een school op.
- Traayweg - De Traayweg, ook Traay loopt van Driebergen tot aan de Woudenbergseweg nabij de piramide van Austerlitz. De naam komt waarschijnlijk van 'tra' of 'trade', met de middeleeuwse betekenis van: spoor, voetspoor; ook pad, weg en in het algemeen plaats waar men treedt of gaat, baan.
- Waterlooweg - Plaats in België, het toneel van de Slag bij Waterloo
- Weideweg - naar een weiland aan de weg die tot 1925 Linie heette
- Wellingtonweg - Arthur Wellesley, hertog van Wellington, bevelhebber Britse troepen ten tijde van de Slag bij Waterloo

## Bosch en Duin
- Baarnseweg - richting Baarn
- Biltseweg - vanaf de splitsing Duinweg/Baarnseweg, naar de grens van de gemeente De Bilt. De naam werd vastgesteld op 17 november 1910.[2]
- Breitnerlaan - impressionistisch schilder George Hendrik Breitner (1857-1923)
- Bremlaan - de in de jaren zeventig aangelegde wegen tussen de Tolhuislaan, de Paltzerweg en de Baarnseweg zijn genoemd naar de in dat gebied voorkomende heesters en struiken, zoals brem, gagel, kamperfoelie en vlier.(raadsbesluit 4 oktober 1971)
- Dennenweg - den
- Dolderseweg - richting Den Dolder
- Douglaslaan - Douglasspar, boomsoort
- Duinweg -
- Gagellaan - de in de jaren zeventig aangelegde wegen tussen de Tolhuislaan, de Paltzerweg en de Baarnseweg zijn genoemd naar de in dat gebied voorkomende heesters en struiken, zoals gagel, brem, kamperfoelie en vlier.(raadsbesluit 4 oktober 1971)
- Vincent van Goghlaan - Vincent van Gogh, schilder
- Hubertweg - François Antoine Hubert uit Austerlitz was garde-generaal in het arrondissement Amersfoort. Hij kocht in 1813 veel gronden aan en was eigenaar van buitenplaats Heidelanden.
- Jozef Israëlslaan - Jozef Israëls
- Kamperfoelielaan - de in de jaren zeventig aangelegde wegen tussen de Tolhuislaan, de Paltzerweg en de Baarnseweg zijn genoemd naar de in dat gebied voorkomende heesters en struiken, zoals kamperfoelie, gagel, brem en vlier.(raadsbesluit 4 oktober 1971)
- Larikslaan - lariks, naaldboom
- Mesdaglaan -
- Populierenlaan - Populier
- Reelaan -
- Sparrenlaan -
- Spoorlaan - Spoorlijn De Bilt - Zeist
- Taveernelaan - genoemd naar de taveerne die aan het begin van deze laan stond en die voorheen 'Bosch en Duin' heette. De uitspanning kreeg later de naam 'De Hoefslag'. (raadsbesluit 17 november 1910)
- Taxuslaan - taxus, plantensoort
- Tolhuislaan - Op de hoek Tolhuislaan/Taveernelaan stond een tol.
- Vlierlaan - de in de jaren zeventig aangelegde wegen tussen de Tolhuislaan, de Paltzerweg en de Baarnseweg zijn genoemd naar de in dat gebied voorkomende heesters en struiken, zoals brem, gagel, kamperfoelie en vlier.(raadsbesluit 4 oktober 1971) [3]
- Vossenlaan - naam werd vastgesteld op 17 november 1910, voorheen Princelaan genaamd.

## Den Dolder
- Ab van Sprakelaarlaan - Aalbert Evert (Ab) van Sprakelaar (*1926) was maatschappelijk actief in Den Dolder. [4]
- Andreas Foxlaan - Andreas Fox (1842-1932), tolgaarder en overwegwachter in Den Dolder.
- Baarnseweg - van halte Bosch en Duin in noordelijke richting en daarna ombuigende naar de Dolderseweg in de richting van Baarn
- Dagpauwoog - dagpauwoog
- Dassenlaan - de zijstraten van de Paduaweg en Paltzerweg zijn in 1959 genoemd naar op bosgrond levende dieren: de das, de eekhoorn, de hermelijn en de marter.
- Deltapad -  van de Dolderseweg naar de voetgangers/fietsbrug over de Nieuwe Dolderseweg en het Deltahuis van de Willem Arntsz Hoeve.
- Dokter J.C.Boswijklaan - Jan Cornelis Boswijk (1894-1947), van 1927-1947 afdelingsgeneesheer aan de 'Willem Arntszhoeve' in Den Dolder.
- Dolderseweg -  van Amersfoortseweg tot de Soestdijkerweg
- Dr. Engelhardlaan -  Dr. Christiaan Frederik Engelhard, van 1926 -1952 geneesheer-directeur van de 'Willem Arntszhoeve' te Den Dolder.
- Elandlaan, ontsluit nieuw industrieterrein "De Eland" vanaf de Hertenlaan-zuid.
- Dr. Ramaerlaan - dr. Johannes Nicolaas Ramaer (1817 - 1887), geneesheer aan het krankzinnigengesticht te Zutphen en daarna in Delft. In 1884 werd hij benoemd tot eerste inspecteur van het staatstoezicht op krankzinnigen en krankzinnigengestichten. Naar hem werd genoemd de 'Ramaerkliniek' voor geesteszieken van de Stichting Rozenburg in Loosduinen.
- Dr. Stärckelaan -  dr. August Stärcke (1870 - 1954), afdelingsgeneesheer van de 'Willem Arntszhoeve' van 1 november 1909 tot 1 november 1940.
- Dr. Van der Hoevenlaan - Henri van der Hoeven (1879-1955). Van 1918-1947 was hij geneesheer der Willem Arntsz-stichting te Utrecht.  De eerste kliniek in Nederland voor de behandeling van geestelijk gestoorde delinquenten werd naar hem de Van der Hoevenkliniek genoemd.
- Eekhoornlaan - de zijstraten van de Paduaweg en Paltzerweg zijn in 1959 genoemd naar op bosgrond levende dieren: de eekhoorn, de das, de hermelijn en de marter.
- Fornheselaan - het woud tussen de Amersfoortseweg en Den Dolder werd al in 777 met de naam Fornhese aangeduid.
- Hermelijnlaan - de zijstraten van de Paduaweg en Paltzerweg zijn in 1959 genoemd naar op bosgrond levende dieren: de hermelijn, de eekhoorn, de das en de marter.
- Hertenlaan - bosdier hert. Naamgeving in 1929.
- Hertenlaan West - bosdier hert
- Hezer Enghweg - tussen de Paduaweg en de Paltzerweg. Het stuk grond benoorden station Den Dolder, langs de spoorlijn Utrecht-Amersfoort, droeg de naam Hezer Engh. Aan de Dolderseweg staat een villa met de naam 'De Engh'. De naam Hezer duidt op eikenhakhout, terwijl eng(h) bouwlanden of es betekent.
- Hindelaan - zijweg van de Hertenlaan
- Johannes van Duurenlaan - Johannes van Duuren (1804-1873) werkte als 'opzichter in het Cellenbroederenhuis' in Nijmegen. Samen met zijn vrouw, Maria van Vulpen was hij voorloper bij de vernieuwing van de verpleging van geesteszieken. Hun namen staan vermeld in het gedenkteken dat werd opgericht in 1949 bij het 100-jarig bestaan van het provinciaal ziekenhuis bij Santpoort.
- Johannes Wierlaan -  Johannes Wier (1515 - 1588). Stadsgeneesheer in Arnhem en lijfarts van Hertog Willem V van Kleef. Vurig bestrijder van heksenprocessen.
- Maria van Vulpenlaan -  Maria van Vulpen, vrouw van Johannes van Duuren. Zie Johannes van Duurenlaan.
- Marterlaan - de zijstraten van de Paduaweg en Paltzerweg zijn in 1959 genoemd naar op bosgrond levende dieren: de marter, de eekhoorn, de das en de hermelijn.
- Nieuwe Dolderseweg - De weg werd in 1967 aangelegd en gaat met een tunnel onder de spoorlijn Utrecht-Amersfoort door. Ten behoeve van de 'Willem Arntszhoeve' en het landgoed 'De Engh' zijn over de weg bruggen gebouwd.
- Paduahof - in 1990 aangelegd hofje aan de Paduaweg
- Paduaweg - genoemd naar de Rooms Katholieke reclasseringsinrichting 'Padua'. Genoemd naar de heilige Antonius van Padua (patroon van verloren zaken), levende in de 12e en 13e eeuw.
- Paltzerweg - naar Landgoed De Paltz onder Soest
- Pleineslaan -  Christoph Pleines, geboren 27 mei 1857. Liet bij zijn zeepfabriek 'De Duif' een woonhuis, een boerderij (de latere boerderij 'Nieuw-Transvaal'), zes dubbele arbeiderswoningen een kerkzaal en een school bouwen bij buurtschap Den Dolder. De heer Pleines was van 1911 - 1918 lid van de gemeenteraad.
- Schaapskooi, zijweg van de Hindelaan (voorheen een verlengd deel van de Hindelaan. Pas na het doortrekken van Hindelaan tot het industrieterrein Fornheselaan) Zie ook de Overlegpagina.
- Schroeder van de Kolklaan - dr. Jacobus Ludovicus Conradus Schroeder van der Kolk (1797 - 1862). Hoogleraar geneeskunde en regent van de Willem Arntzhoeve.
- Soestdijkerweg - van Den Dolder in de richting van Soestdijk
- Tolhuislaan - in Bosch en Duin, aangelegd in 1924. Er stond een tolhuis op de hoek Tolhuislaan / Taveernelaan geplaatste tol met daarnaast een draaihekje voor het doorlaten van voetgangers.
- Vijverhof - in Den Dolder op het terrein van de Willem Arntszhoeve in Den Dolder en van de Stichting Abrona (Sterrenberg) te Huis ter Heide namen gegeven.
- Vliegdennen -  complex woningen op de hoek van de Dolderseweg en de Fornheselaan naar de aldaar veel voorkomende dennen.
- Wilhelmina van Essenlaan -  Wilhelmina Aleijda Catharina van Essen (1898 - 1953) was  afdelingsgeneeskundige aan de Willem Arntszstichting. Ze kreeg in 1943 een maand gevangenisstraf toen ze, met anderen, weigerde om gegevens aan de Duitsers te verstrekken over Joodse patiënten.
- Willem Arntszlaan - Willem Arntsz
- Willem Coxlaan - Dr. Willem Hendrik Cox (1861 - 1933), geneesheer-directeur (1902 - 1926)  van de Willem Arntsz Hoeve

## Huis ter Heide
- Amersfoortseweg - weg in de richting van Amersfoort.
- Beukbergenhof, Beukbergenlaan en Beukbergenplein -
- Kardinaal Alfrinkhof -
- Dierenriem -
- Ericaweg -
- Evenaar -
- Van der Helstlaan -
- Hobbemalaan - Meindert Hobbema, schilder
- Jupiterhof -
- Keerkring -
- Kometenlaan - komeet
- Korte Bergweg -
- Marshof -
- Melkweg -
- Frans van Mierislaan - Frans van Mieris (de Oude) (1635 - 1681) was een Nederlands schilder.[5]
- Neptunushof -
- Novalaan -
- Orionplein -
- Van Ostadelaan -
- Park Rodichem -
- Planetenlaan -
- Albert Plesmanring -
- Plutohof -
- Potterlaan - Paulus Potter
- Prins Alexanderweg - naar prins Willem Alexander Karel Hendrik Frederik der Nederlanden (1851 – 1884)
- Rembrandtlaan -
- Rijsenburg -
- Rustenburg -
- Ruysdaellaan -
- Saturnushof -
- Jan Steenlaan - Jan Steen
- Sterrenberglaan -
- Trompenburg -
- Universumlaan -
- Uranushof -
- Willem Versteeghstraat - William Carel Johan Versteegh (1886–1975) was instructeur op vliegbasis Soesterberg
- Vredenburg - buitenplaats Vredenburg
- Van Weerden Poelmanlaan -
- Weerdenburg - Kasteel Weerdenburg in Woudenberg
- Wickenburg - buitenplaats Wickenburgh in 't Goy bij Werkhoven
- Wittenburg - naar Kasteel De Wittenburg in Wassenaar
- Zandbergenlaan - landgoed Zandbergen
- Zonnelaan -
- Zuilenburg - landgoed Zuilenburg in Maarssen

## Zeist

### A
- Aalberselaan - Professor Piet Aalberse (1871-1948) was een Nederlands staatsman.
- Aalscholverlaan aalscholver
- Acacialaan -
- Achterheuvel - wandelpad
- Alpaccalaan - voor 1928 heette de straat de Gerodwarsweg, naar de Gero-fabrieken. Alpacca is een legering van nikkel, koper en zink met een zilveren glans. 'Gero-alpacca' was een Gero-product.
- Amalia van Solmslaan - Amalia van Solms
- Amersfoortseweg - weg in de richting van Amersfoort., in 1652 aangelegd als snelweg tussen Amersfoort en De Bilt/Utrecht
- Amstellaan, Gijsbrecht van - Gijsbrecht van Amstel
- Anna Paulownalaan - Anna Paulowna, (1795-1865), Koningin der Nederlanden, Grootvorstin van Rusland, dochter van Paul I, Keizer van Rusland en Maria Fedorowna, Prinses van Württemberg. Door haar huwelijk in 1816 met de latere Koning Willem II, werd zij Koningin.
- Ansinkweg, Meester - Meester Ansink met als bijnaam 'onderwijzer van bijstand' gaf avondlessen aan kinderen die de school om financiële redenen niet af konden maken en zette zich in voor het verenigingswerk in Austerlitz
- Antonlaan -  Conrad Wilhelm Anton, oprichter van de (gesloopte) garen- en bandfabriek aan de Weeshuislaan. Hij was van 1880-1895  lid van de gemeenteraad
- Archipel - dicht bij de Indische buurt
- Ariënslaan - Alphonse Marie Augustinus Joseph Ariëns (1860-1928), Nederlands rooms-katholiek priester en sociaal voorman.
- Aristoteleslaan - Aristoteles
- Arnhemse Bovenweg - onderdeel van de oeroude verbindingsweg van Keulen naar Utrecht, die vanouds Heerweg of Bovenweg genoemd werd
- Arntszlaan, Willem - Willem Arntsz

### B
- Baarnseweg - Baarn
- Bachlaan - Johann Sebastian Bach
- Balilaan - Bali
- Beaufortweg, De - de familie De Beaufort heeft veel gedaan voor Austerlitz
- Beckmanlaan, Karel J.C. - Karel Johannes Cornelis Beckman, (Breda, 18 april 1888 - Oranienburg, 20 november 1944), oud-officier K.N.I.L., wonende aan de Acacialaan 18a in Zeist.
- Beethovenlaan - componist Ludwig van Beethoven
- Beetslaan - Nicolaas Beets
- Beierenlaan, Jacoba van - Jacoba van Beieren
- Bergweg - mogelijk naar de Soesterberg of de Amersfoortse Berg
- Berkenlaan - boomsoort
- Bethaniëlaan - medisch kindertehuis 'Bethanië' aan de Slotlaan
- Bethaniëplein - medisch kindertehuis 'Bethanië' aan de Slotlaan
- Beukbergenhof -  huize 'Beukbergen' aan de Amersfoortseweg
- Beukbergenlaan -  huize 'Beukbergen' aan de Amersfoortseweg
- Beukbergenplein -  huize 'Beukbergen' aan de Amersfoortseweg
- Bilderdijklaan - Willem Bilderdijk
- Bisschopsweg -
- Blikkenburgerlaan - huis 'Blikkenburg' (ook ridderhofstad 'Bliekenburg'), dat reeds in 1340 in leen werd gehouden van de Heren van Abcoude.
- Bloemenheuvellaan - buitenplaats 'Bloemenheuvel' op de hoek van de Utrechtseweg-Van Reenenweg.
- Blokhuislaan, Jacob - Jacob Blokhuis, (Noordwijk, 21 januari 1891 - Oraniënburg, 3 mei 1942), majoor bij de genie, wonende aan de Professor Lorentzlaan 137 in Zeist
- Boogaardlaan, Jacobus C. - Jacobus Christiaan Boogaard, (Haarlem, 23 mei 1904 - Oraniënburg, 3 mei 1942), kapitein-vlieger, wonende Lindenlaan 2 in Zeist.
- Borneolaan - genoemd naar het eiland Borneo
- Borselenlaan, Frank van - Frank van Borselen (1395-1471), Zeeuws edelman, behoorde tot de Kabeljauwse Partij.
- Boschlust - naar het in 1993 door brand verwoeste cultureel centrum Boschlust.
- Boshijgerslaantje - hardloopclub De Boshijgers
- Boskant - langs de grens van het Zeisterbos en de wijk Kerckebosch
- Boslaan - Zeister Bos
- Bosplein, Dr. D. - Dirk Bos (1862-1916), Nederlands staatsman
- Bothalaan - Louis Botha
- Bottingalaan, Hein - Hendrik Bottinga was iniator tot de oprichting van hockeyclub Schaerwijde
- Boulevard - verbindt de Slotlaan met de Bergweg
- Bourbonlaan, Charlotte de - Charlotte de Bourbon
- Bourgondiëlaan, Filips van - Philips van Bourgondië
- Braaklaan, Ter - Menno ter Braak
- Brandsmalaan, Titus - Titus Brandsma
- Breullaan - huis De Breul
- Brink, De - In het oostelijk deel van Utrecht betekent het woord brink of brenk een gedeelte van de almende, de gemenegrond van een marke
- Brinkhove - ouderencentrum
- Brinkweg - zie Brink
- Broederplein - het ‘Broederhuis’ van de Evangelische Broedergemeente stond op het plein dat oostelijk van de Nassau-Odijklaan lag
- Brouwerij - naar het brouwen van bier
- Brugakker - Brugacker was het smalle gebied tussen de Zeisterbrug en buurtschap De Vinkenbuurt
- Bunsinglaan - boerderij 'De Bunsing' (Bunsink)
- Burenlaan, Anna van - Anna van Buren
- Burgerlaan, Cornelis M.J.M. - Cornelis Matheus Johannes Maria Burger, (Zeist, 23 april 1920 - Amsterdam, 16 februari 1944), student, wonende Joost van den Vondellaan 52 in Zeist

### C
- Catslaan, Jacob - Jacob Cats
- Choisyweg - buitenplaats 'Choisy', aan de Slotlaan
- Chopinlaan - componist Frédéric François Chopin
- Churchilllaan - Sir Winston Leonard Spencer Churchill was een Engels politicus, historicus en schrijver
- Cicerolaan - Marcus Tullius Cicero (106 - 43 voor Christus), Romeins staatsman, advocaat, prozaïst en filosoof.
- Clomp, De - herberg 'De Clomp' aan de Koppeldijk. De gehele buurt rondom de sluis aan de Zeister Vaart werd Het Klompje genoemd.
- Cohustraat, Pastoor - Pastoor Cohu en het kerkbestuur kochten in 1843 de kleine buitenplaats ‘Buitenzorg’ aan de Utrechtseweg om er een kerk te bouwen
- Colignyplein - Louise de Coligny
- Colijnlaan, Dr. H. -
- Comeniuslaan -
- Coornhertlaan -
- Costalaan, Da - Isaäc da Costa
- Costerlaan - Hermanus Jacob Coster (1865-1899). Advocaat in Zuid-Afrika, werd in 1895 staatsprocureur van de republiek Zuid-Afrika.
- Couwenhoven - hofstede 'Couwenhoven'
- Coxlaan, Willem - Willem Cox was geneesheer-directeur van de Willem Arntsz Hoeve in Den Dolder.
- Cronjélaan -  Pieter Arnoldus Cronjé (1835-1911). Boerengeneraal in Zuid-Afrika
- Crosestein - hoeve Crosestein

### D
- Dahliastraat - dahlia
- Daltonlaan -
- Dalweg
- Descarteslaan - René Descartes (1596-1650), Frans mathematicus en wijsgeer, de grondlegger van de moderne filosofie.
- Dijnselburgerlaan -  landgoed 'Dijnselburg'
- Dijnselweg - landgoed 'Dijnselburg' te Huis ter Heide.
- Doornlaantje, Van -  Gijsbertus van Doorn (1828-1903), gemeenteopzichter. Onder zijn leiding werden de meeste wegen in het centrum van Zeist verhard.
- Dorpsstraat, 1e
- Dorpsstraat, 2e
- Doudart de la Gréehof - Marie-Louise Doudart de la Grée (1907- 1981) was een schrijfster die ruim vijftig jaar in Zeist woonde.
- Dreef, De -
- Dreeslaan, Dr. Willem - Willem Drees
- Driebergseweg - Driebergen
- Duifhuis - naam werd genoemd in een oude transportakte
- Duinweg - in het gebied komen veel duinen voor
- Duurenlaan, Johannes van -
- Dwarsweg -

### E
- Edelmanlaan, Leendert - (1906 - 1945) verzetsstrijder
- Egelinglaan - Cornelis Guldensteeden Egeling (1847- 1915), apotheker. Van 1894 - 1915 wethouder van Zeist.
- Eikenlaan - eik, een loofbomengeslacht
- Emmaplein - Emma van Waldeck-Pyrmont (1858 - 1934)
- Erasmuslaan - Desiderius Erasmus (1466,'67 of 1469 - 1536),  priester, augustijner kanunnik, theoloog, filosoof, schrijver en humanist.
- Ernst Casimirlaan - Ernst Casimir

### F
- Fazantenlaan - fazant. Straten in bestemmingsplan Kroostweg kregen namen van de hoendersoorten: Fazantenlaan, Fazantenplein, Korhoenlaan, Kwartellaan en Patrijzenlaan.
- Fazantenplein - fazant. Straten in bestemmingsplan Kroostweg kregen namen van de hoendersoorten: Fazantenlaan, Fazantenplein, Korhoenlaan, Kwartellaan en Patrijzenlaan.
- Filosofenlaantje - mediterende en filosoferende leden van de Evangelische Broedergemeente
- Finsponglaan - Finspong, dorpje in Zweden. Jonkheer Gilles Egbert de Geer (1862 - 1942), gemeenteraadslid van Zeist van 1891-1909, bouwde in 1912 een huis aan de Boulevard dat hij de naam gaf van dit Zweedse plaatsje.
- Fransen van de Puttelaan - Isaac Dignus Fransen van de Putte (1822 - 1902). Administrateur van de suikerfabriek 'Pantji' op Java, daarna tabaksplanter op Oost-Java. Tweede Kamerlid voor Rotterdam. Van 1863 - 1866 en van 1872 - 1873 was hij minister van koloniën.
- Frederik Hendriklaan - Frederik Hendrik
- Fröbellaan - Friedrich Wilhelm August Fröbel (1782 - 1852), kleuterpedagoog, stichter van de eerste 'Kindergarten'
- Fuutlaan - fuut
- Frank van Borsselelaan - Frank van Borssele was heer van Sint-Maartensdijk en echtgenoot van Jacoba van Beieren.

### G
- Galgeveld - De gerechtsplaats van het Hof van de provincie Utrecht was vroeger in Zeist, op de plek van het Sanatorium.
- Gandhilaan - Mohandas Karamtsjand Gandhi (1869 - 1948) was een Indisch vrijheidsstrijder.
- Gedachtegang -
- Geiserlaan - zwembad De Geiser (1972-1994)
- Génestetlaan, De -
- Gerbrandylaan -  Pieter Sjoerds Gerbrandy (1885 - 1961), Nederlands staatsman
- Gerolaan - in 1920 aangelegd door woningbouwvereniging 'Gerodorp'
- Gezellelaan, Guido - Guido Gezelle
- Gheselhof, Van -  A.C. van Ghesel-Boudaen (1765 – 1831) eigenares en bewoonster van buitenplaats Veelzigt.
- Goghlaan, Vincent van - Vincent van Gogh
- Gooyertiend, De - tiendblok 'Gooyertiend'
- Graaf Adolflaan -
- Graaf Janlaan -
- Graaf Lodewijklaan -
- Graskamp -
- Graspieperpad -
- Griffensteijnselaan - boerderij 'Griffensteijn' (gesloopt in 1934) aan de Waterigeweg.
- Griffensteijnseplein - boerderij 'Griffensteijn' (gesloopt in 1934) aan de Waterigeweg.
- Griftlaan - Relatie met grift
- Groen van Prinstererlaan - Guillaume Groen van Prinsterer (1801 - 1876), protestants-christelijk politicus en voorvechter van het christelijk onderwijs.
- Gruttolaan - grutto
- Gunninglaan -  prof. dr. Johannes Hermanus Gunning (1859 - 1951). Nederlands pedagoog, classicus. Hoogleraar in de pedagogiek.
- Gijstbrecht van amstellaan

### H
- Hall-laan, Walraven van - Walraven van Hall
- Hamelinklaan, Jacob Jan -
- Handelsweg -
- Harmonielaan - Koninklijk Zeister Harmonie Muziekgezelschap
- Hartesteeg -
- Hazepad, Het
- Heideweg
- Heijdenlaan, Van der
- Heijelaan, Jan Pieter
- Helstlaan, Van der
- Herenlaan
- Hernhuttersingel - sinds 1746 in de gemeente Zeist gevestigde Hernhuttergemeente, ook: Evangelische Broedergemeente
- Heuvel, De -
- Hogendorplaan, Van - Gijsbert Karel Graaf van Hogendorp (1762-1834), Nederlands staatsman, pensionaris van Rotterdam 1787-1795.
- Hogeweg, 1e -
- Hogeweg, 2e -
- Holthelaan, Burgemeester van - Marie Louis van Holthe tot Echten (1896-1970), burgemeester van Zeist van 1934 - 1939.
- Homeruslaan -
- Hooftlaan, P.C. -
- Hoog Kanje - in 1920 reeds als zodanig aangeduide weg, genoemd naar een voormalig goed. De naam werd voor het eerst in 1784 vermeld. De naam is mogelijk afgeleid van het stadsdeel Haute-Cagnes van Cagnes in Zuid-Frankrijk of van de achternaam 'Du Cagne'. Het toponiem Kanje wordt ook gebruikt als naam van enkele woningen in de gemeente Maarn.[6]
- Hortensialaan - hortensia
- Huis ter Heideweg - Huis ter Heide
- Huydecoperweg - Willem Karel Huydecoper (1830-1882), burgemeester van Zeist van 1863 - 1882
- Huygenslaan, Constantijn - Constantijn Huygens

### I
- Idenburglaan - Alexander Willem Frederik Idenburg (1861 - 1935), Nederlands staatsman

### J
- Jacoblaan, Dr. s’ - Herman Theodoor s'Jacob (1869 - 1950), wethouder van Zeist (1923 -1924). Commissaris der Koningin in de provincie Utrecht (1924 - 1934). Hij woonde op het landgoed 'Dijnselburg'.
- Jagerlaan - café 'Het Jagertje', later verbouwd tot hotel 'Parkoord'.
- Jagersingel -
- Jan Willem Frisolaan - Johan (Jan) Willem Friso (1687 - 1711), Prins van Oranje, Graaf van Dietz, erf-stadhouder van Friesland, stadhouder van Groningen.
- Javalaan -Java
- Jordanlaan - Herman Julius Jordan (1903-1971), oprichter en van 1946 - 1968 rector van het H.J. Jordanlyceum te Zeist, voorzitter van de Nederlandse Montessori-vereniging.
- Joubertlaan -  Petrus Jacobus Joubert (1834-1900). Boerengeneraal, bijgenaamd 'Slim-Piet'.
- Jufferstraat - kindermeisje van de familie Huydecoper, juffer Denise Lijnos, die op 8 november 1844 trouwde met Adriaan de Meijere jr
- Julianalaan -
- Julianaplein -

### K
- Kamp van Zeist - Kamp van Zeist
- Kampdwarsweg - idem
- Kamperdijkstraat
- Kamplaan, Arnold van de - Arnold van de Kamp, geboren 15 september 1921 te Utrecht, bloemist, omgekomen 16 april 1945 te Utrecht. Verzetsstrijder
- Kampweg -
- Karmijnlaan -
- Karpervijver - Bij het Slot van Zeist werden karpers gekweekt
- Karsseboomsplaats -  Mr. Jeronimus Mattheus Karsseboom (1773 - 1819), eerste notaris van Zeist.
- Kerkhofflaan, Albert C. -  Albert Cornelis Kerkhoff, Den Haag, 30 oktober 1907 - Vught, 5 september), radiotelegrafist, wonende Julianalaan 70 te Zeist
- Keerkring -
- Kerckeboschlaan -
- Kerklaan - nabijgelegen rooms-katholieke kerk Carolus Borromeus te Soesterberg
- Kerkplein
- Kerkweg -
- Kersbergenlaan - huis 'Kersbergen' (Carsbergen), dat vóór 1392 in leen gehouden werd van de Heren van Abcoude.
- Kersbergenplein - huis 'Kersbergen' (Carsbergen), dat vóór 1392 in leen gehouden werd van de Heren van Abcoude.
- Kievitlaan - kievit
- Kinglaan, Martin Luther - Martin Luther King
- Klerkstraat, Meester de -  Everardus de Klerk (1893 - 1984) van 1915 - 1959 verbonden aan het onderwijs in Zeist waarvan 43 jaar aan de Slotlaanschool
- Klompélaan - Dr. Marga Klompé
- Kluutpad - kluut
- Kobaltlaan -
- Koeburgweg - boerderij Koeburg
- Koelaan -
- Koepellaan - koepel op het Christelijk Sanatorium
- Kohnstammlaan -
- Kohnstammplein
- Kometenlaan -
- Koppeldijk -
- Koppelweg -
- Korhoenlaan
- Korte Steynlaan -
- Korthals Alteslaan, Burgemeester -  mr. Aleid Pieter Korthals Altes (1905 - 1984), burgemeester van Zeist van 1947 - 1968.
- Kouwenhovenselaan -
- Krakelingweg - boerderij 'De (Nieuwe) Krakeling'
- Kritzingerlaan - Pieter Hendrik Kritzinger (1870 - 1935). Boerengeneraal tijdens de Tweede Boerenoorlog.
- Kromme-Rijnlaan - Kromme Rijn
- Kroostweg -
- Kroostweg-Noord -
- Krugerlaan - Paul Kruger (1825 - 1904), vijfde president van de Zuid-Afrikaansche Republiek.
- Krullelaan -
- Kuipers-Rietberglaan, Mevrouw
- Kuyperlaan, Dr. A.
- Kwartellaan - kwartel
- Kwekerijweg -
- Kwikstaartlaan - Kwikstaart

### L
- Laan van Beek en Royen -
- Laan van Bergen -
- Laan van Cattenbroeck - ambachtsheerlijkheid Cattenbroeck
- Laan van Dillenburg
- Laan van Eikenstein - rijksinrichting voor jongens 'Eikenstein' aan de Utrechtseweg
- Laan van Henegouwen - Margaretha van Henegouwen (± 1300 - 1356).
- Laan van Rijnwijk - buitenhuis Rijnwijk
- Laan van Vollenhove -
- Laantje zonder Eind - tot de grens van Soesterberg
- Lagegrond -
- Lageweg -
- Leeuweriklaan - leeuwerik
- Leliestraat
- Lenneplaan, Jacob van
- Lennepplein, Jacob van
- Lepelaarlaan - lepelaar
- Levenspad
- Lievendaallaan - Stichting Lievendaal' te Zeist, met als doel protestantse oude en hulpbehoevende personen aan een goedkope woning met een tuin te helpen
- Ligthartplein, Jan - Jan Ligthart
- Lijndenlaan, Henriëtte van - jonkvrouwe Cornelia Henriëtte barones van Lynden, die in huize 'Veelzigt' aan de Utrechtseweg woonde
- Lindenlaan -
- Lindenlaan, Cort van der
- Lisztplein
- Lohmanlaan, De Savornin
- Lommerlust
- Lorentzlaan, Prof.
- Luykenlaantje, Jan - Jan (ook Joan of Johannes) Luyken (1649 - 1712), Nederlands dichter en etser
- Lyceumlaan -

### M
- Mandelalaan, Nelson
- Markt
- Marotplein, Daniel - Daniel Marot
- Marsmanstraat, Mr. H. - Hendrik Marsman
- Marterlaan -
- Maurikstraat -
- Meent
- Meerdinklaan, Jan
- Meerdinkplein, Jan
- Meerkoetlaan
- Meesterstraat,
- Melisstokestraat
- Meesterstraat, Johan de - Eliza Johannes de Meester (1860 - 1931), Nederlands journalist, criticus en romancier, auteur van romans.
- Meijerlaan, Johan C.
- Merschlaan, Van der -
- Middellaan -
- Minckelerslaan
- Molenweg -
- Montaubanstraat - Johannes Montauban (1782 - 1876)
- Montessorilaan - Maria Montessori
- Mozartlaan -

### N
- Nahuyslaan, Ds.
- Nassau-Odijklaan - Willem Adriaan van Nassau, Heer van Cortgene, Odijk en Zeist.
- Neptunushof -
- Nepveulaan -
- Nieuweroordweg -
- Nijenheim - buitenplaats 'Nijenheim' aan de Kroostweg
- Nolenslaan, Mgr. - Willem Hubert Nolens (1860 - 1931), Nederlands r.k. staatsman en priester.
- Nooitgedacht -
- Noordweg -
- Noordweg-Noord
- Nuneslaan, Ester vas - Ester Vas Nunes (1868 – 1929), een van de weinige Nederlandse filosofen

### O
- Odijkerweg - Odijk
- Oirschotlaan -
- Okerlaan -
- Oldenbarneveltlaan, Johan van - Johan van Oldenbarnevelt
- Oranjehof -
- Oranje Nassaulaan -
- Oranje Nassauplein -
- Oranjerie -
- Oudlaan, P.J.
- Oude Arnhemseweg -
- Oude Woudenbergse Zandweg -

### P
- Padvinderslaantje -
- Panweg -
- Parklaan -
- Parmentiersvak -
- Patijnlaan, Burgemeester -  Johan Jacob Clotterbooke Patijn van Kloetinge (1859 - 1922), burgemeester van Zeist van 1894 - 1919
- Patrijzenlaan -
- Pauwlaan -
- Pauw van Wieldrechtlaan - Matthieu Christiaan Hendrik Ridder Pauw van Wieldrecht (1816 - 1895), eigenaar van het Zeisterbos.
- Pijlstaartlaan - pijlstaart
- Pijperlaan, Willem - Willem Pijper
- Pijperplein, Willem -
- Platolaan
- Plevierpad - plevier
- Poll-laan, Van de -
- Posterij, De
- Postlaan, Johannes - Johannes Post, verzetsman
- Potgieterlaan - Everhardus Johannes Potgieter
- Prins Bernhardlaan -
- Prins Hendriklaan -
- Prins Mauritslaan -
- Prinses Alexialaan -
- Prinses Arianelaan -
- Prinses Beatrixlaan -
- Prinses Catharina Amalialaan -
- Prinses Irenelaan -
- Prinses Margrietlaan -
- Prinses Mariannelaan -
- Prinses Marijkelaan -
- Prinses Maximalaan -
- Promenade -
- Pyrmontlaan - vorstendom Waldeck en Pyrmont, het stamland van Koningin Emma, dochter van George Victor, Vorst van Waldeck en Pyrmont en Helena, Prinses van Nassau.

### R
- Regentesselaan -
- Reigerlaan -
- Renesselaan, Van -
- Reylaan, De la -
- Ridderschapslaan  -
- Roerdomplaan -
- Roggeakker -
- Rond, Het -
- Rooseveltlaan -
- Rozenstraat -
- Ruusbroeclaan -
- Ruys de Beerenbroucklaan -  Charles Joseph Marie Ruys de Beerenbrouck (1873 - 1936), Nederlands r.k. staatsman, lid gemeenteraad Maastricht 1899 - 1918, lid Tweede Kamer 1905. Commissaris der Koningin in de provincie Limburg 1918, kort daarop kabinetsformateur. Minister-President 1918 - 1922, 1923 - 1925, 1929 - 1933, tevens minister van Binnenlandse Zaken en Landbouw. Van 1925-1929 en 1933-1936 lid en voorzitter Tweede Kamer der Staten-Generaal.

### S
- Sanatoriumlaan - sanatorium (1903) voor mensen met neurologische en/of psychiatrische aandoeningen, gebouwd in opdracht van de "Vereniging tot Christelijke Verzorging van Zenuwlijders", opgericht in 1900.
- Savornin Lohmanlaan, De -
- Schaepmanlaan, Dr. -
- Schaerweijdelaan - buitenplaats 'Schaerweijde' (een 'schaarweide' is een gemeenschappelijke weide, waar het vee werd 'ingeschaard' of bijeengebracht, zoals voor een markt)
- Schaftlaan, Hannie - Hannie Schaft (1920 - 1945), verzetsstrijdster
- Schapendrift - weg waarover schapen werden gedreven, van of naar het weidegebied
- Schaperlaan
- Scheeperslaan - Gideon Scheepers (1878 - 1902), Boerencommandant tijdens de Tweede Boerenoorlog
- Schellingerlaan, Cornelis - Cornelis Schellinger (1711 - 1778), kocht op 18 december 1745 de vrije en hoge heerlijkheid Zeist en Driebergen met alle bezittingen van Willem Adriaan van Nassau, de kleinzoon van de stichter van het Slot van Zeist. Dit om een nederzetting van de Evangelische Broedergemeente (Hernhutters) mogelijk te maken.
- Schenkpad, Badmeester -  Hendrik Johannes Schenk (1868 - 1936), de eerste badmeester in (vaste) dienst der gemeente Zeist aan de openbare zwemplaats aan de Blikkenburgerlaan.
- Scheplaan, Jan -
- Schepsplantsoen, J.H. -
- Schermerslaan -
- Schimmelpennincklaan, R.J. -
- Schipsloot -
- Schmidtlaan, Willem
- Scholeksterlaan - scholekster
- Schoutenlaan, Jan - Jan Schouten (1883 - 1963), Nederlands anti -revolutionair politicus, 1916-1931 lid gemeenteraad van Rotterdam (1925-1927 wethouder), 1917 lid provinciale staten van Zuid-Holland, 1918 lid Tweede Kamer.
- Schubertlaan - Frans Peter Schubert
- Seijstlaan, Godfried van - Godfried van Seijst, die in de twaalfde eeuw op het oude 'Slot van Zeist' zou hebben gewoond.
- Seijstplaats, Petronella van
- Senecalaan -
- Slotlaan -
- Smitlaan, Willem F. -
- Sniplaan
- Socrateslaan -
- Solmslaan, Amalia van
- Somerenlaan, Haya van - Haya Victoria van Someren-Downer (1926 - 1980) was voor de V.V.D. lid van de Tweede Kamer van 1959 - 1968 en van de Eerste Kamer van 1974 - 1980.
- Sophialaan -
- Sparrenheuvel -
- Spinozalaan -
- Sportlaan -
- Sproncklaan, Prof. -
- Stalhouderij -
- Stationslaan
- Steniahof -
- Steniaweg -
- Steynlaan -
- Stokestraat, Melis - Melis Stoke (1235 - 1305), schrijver
- Stolberglaan, Van -
- Stomplaan, Catharinus - Catharinus "Cary" Stomp (1916 - 1945), verzetsstrijder
- Stoopendaalstraat -
- Stramroodlaan, Arnoldus -
- Strausslaan -
- Stuivingastraat - Jan Stuivinga (26 oktober 1881 – 4 juni 1962), Nederlands architect.
- Sumatralaan - Sumatra

### T
- Talmalaan
- Tellegenlaan, Antonius O.H.
- Tesselschadelaan
- Tetslaan, Van
- Thijssenlaan, Jan
- Thorbeckelaan
- Tiendweg
- Tilanuslaan - Hendrik Willem Tilanus (1884 - 1966), Nederlands politicus, 1922 - 1963 lid Tweede Kamer voor de Christelijk Historische Unie (CHU), 1939 - 1958 fractievoorzitter, 1939 - 1958 voorzitter CHU
- Timmermanlaan -
- Tollenslaan - Genoemd naar Hendrik (Henricus) Franciscus Tollens (1780 - 1856), Nederlands dichter en koopman in verfstoffen.
- Torenlaan - straat die oorspronkelijk (ongeveer) uitzicht gaf op de toren van de Oude Kerk aan de Utrechtseweg; door hoogbouw tussen de Weeshuislaan en die toren is het zicht geblokkeerd
- Treublaan, Prof. M.W.F. -
- Troelstralaan -
- Tuin van Schellinger -
- Tulpstraat -
- Tussen de Dennen -
- Tuyll-laan, Burgemeester van - Cornelis Jan Baron van Tuyll van Serooskerken (1869-1945). Burgemeester van Zeist van  1919 - 1934.

### U
- Utrechtseweg - verbindingsweg tussen Zeist en Utrecht via De Bilt gekregen.

### V
- Valckenboschlaan
- Veenlaan, Gerrit Jan van der
- Veldheimlaan -
- Verlengde Slotlaan -
- Versteeghstraat, Willem -
- Verzetslaan - Ter ere van het verzet tegen de Duitse bezetter tijdens de Tweede Wereldoorlog
- Vestdijklaan - Simon Vestdijk
- Vijverlaan - Genoemd naar de vijver in het nabijgelegen Wilhelminapark
- Vinkenbuurt -
- Vinkenlaag -
- Violetlaan -
- Visscherlaan, Roemer - Roemer Visscher
- Visserlaan, Dr. De -
- Vliegenlaan, W.H. -  Willem Hubert Vliegen (1862 - 1947), Nederlands sociaaldemocratisch politicus
- Vlotlaan, Cornelis -
- Vondellaan, Joost van den - Joost van den Vondel
- Voorheuvel -
- Voortgang -
- Vrieslaan, Anne de -
- Vrijbaan -
- Vrijheidsplein - centraal plein in de Verzetswijk.
- Vuurvlinder

### W
- Walkartweg -
- Wallenburg - hofstede 'Wallenburg'
- Warande -
- Waterhoenlaan -
- Waterigeweg -
- Weerdenburg -
- Weeshuislaan -
- Weg naar Heibergen -
- Wegwijs -
- Wenshoek -
- Weteringlaan -
- Wetlaan, De - Christiaan Rudolf de Wet (1854 - 1922). Boerengeneraal in Zuid-Afrika.
- Wibautlaan, Dr. - Florentius Marinus Wibaut (1859 - 1936), Nederlands sociaaldemocratisch politicus
- Wijklaan, Wouter van -
- Wilhelminalaan -
- Wilhelminaparkflat -
- Wittlaan, Johan de - Johan de witt
- Woudenbergseweg - Woudenberg
- Wulperhorstpad -

### Z
- Zamenhoflaan -  dr. Ludwik Lejzer Zamenhof (1859 - 1917), Pools taalkundige, arts te Warschau. Hij gaf in 1887 onder het pseudoniem dr. Esperanto het ontwerp van een hulptaal uit, die als Esperanto is blijven bestaan
- Zeisteroever - hier liepen vroeger meerdere Rijnarmen
- Zeyster Zand -
- Zinzendorflaan - Nikolaus Ludwig Graf von Zinzendorf und Pottendorf (1700 - 1760), stichter der Hernhutter Broedergemeente (1727)
- Zusterplein -
- Zwijgerlaan, Willem de -
- Zwitsersekade -